# Markopoulo Mesogaias
Markopoulo Mesogaias (Grieks: Μαρκόπουλο Μεσογαίας) is een gemeente (dimos) in de Griekse bestuurlijke regio (periferia) Attica.